# Régime pauvre en glucides

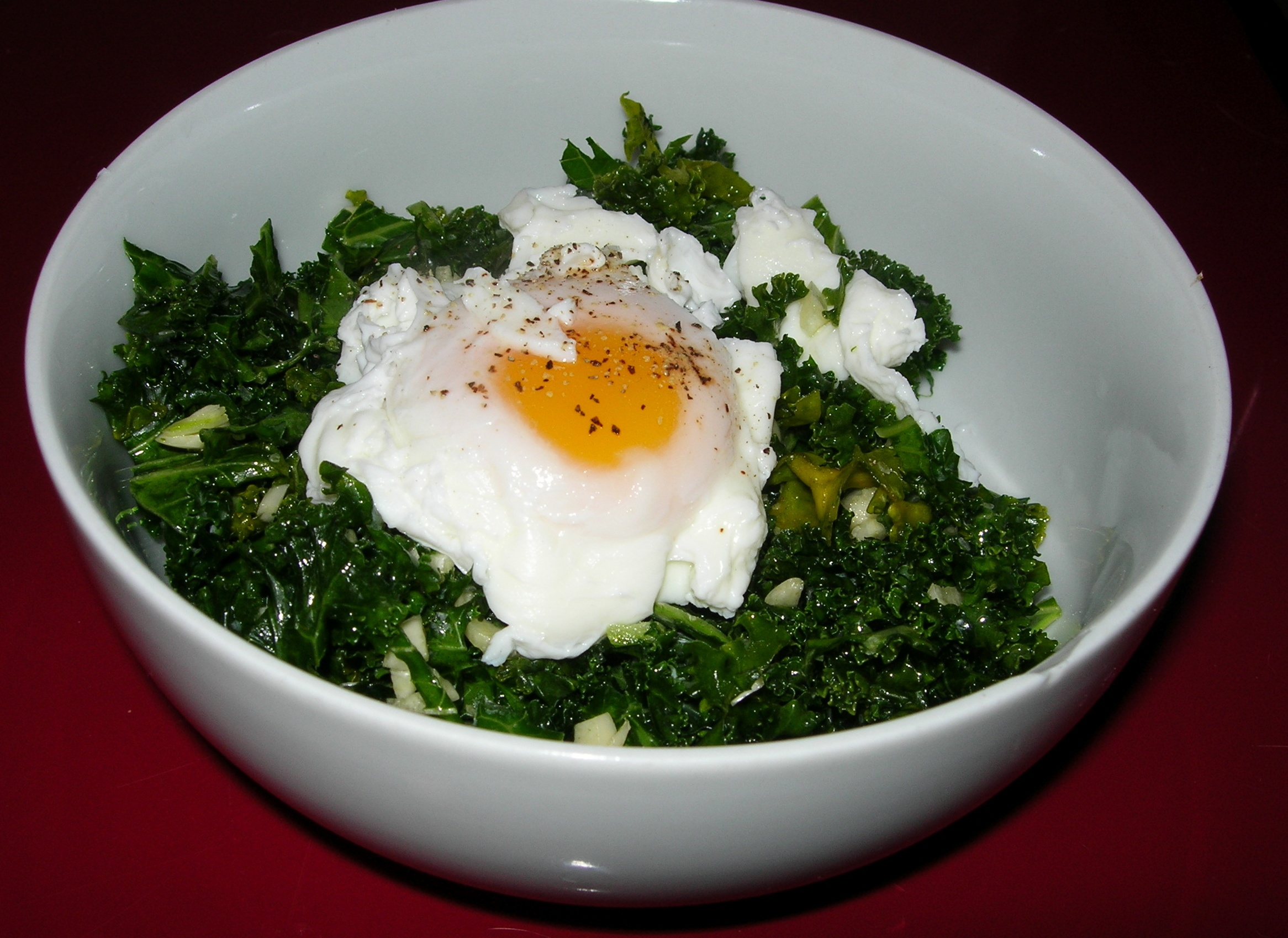
Exemple de plat à faible teneur en glucides : chou frisé cuit et œufs pochés.

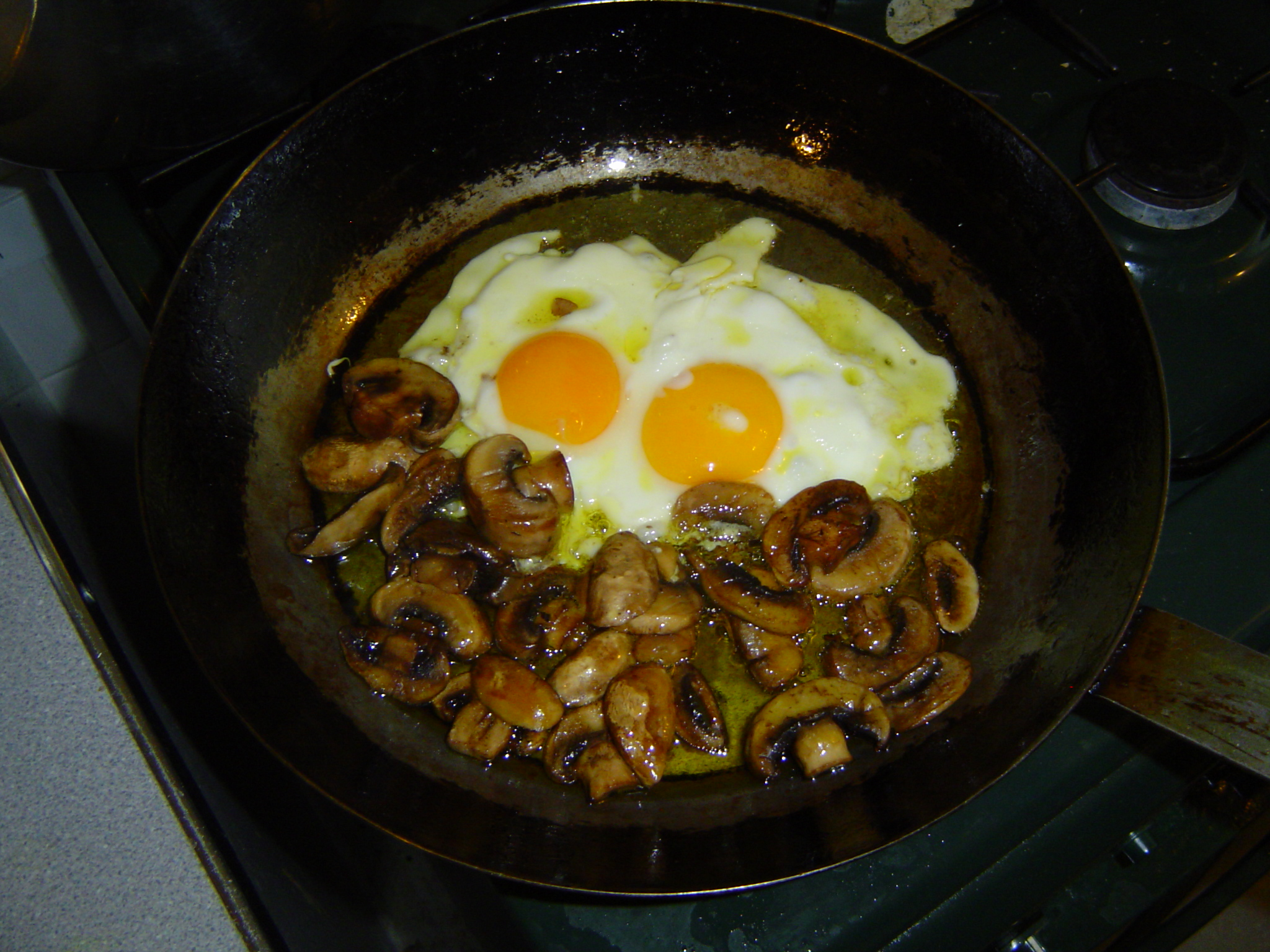
Un plat d'œufs et de champignons frits.

Les régimes pauvres en glucides, dits aussi régimes hypoglucidiques, limitent la consommation de glucides par rapport à la consommation alimentaire moyenne. Les aliments riches en glucides (sucre, pain, pâtes) sont réduits et remplacés par des aliments contenant un pourcentage plus élevé de graisses et de protéines (viande, volaille, poisson, crustacés, œufs, fromage, noix et graines), ainsi que par des aliments pauvres en glucides (épinards, chou frisé, bette, chou vert et autres légumes fibreux). L'objectif est de modifier le métabolisme humain en remplaçant, comme source d'énergie principale, la dégradation des glucides par la dégradation des lipides. Ils peuvent être utilisés pour des raisons médicales, culturelles et/ou sportives.
Les régimes à faible teneur en glucides ne font pas l'objet de normes, ce qui complique la recherche. L'une des définitions, celle de l'American Academy of Family Physicians, l'une des plus grandes organisations médicales américaines, précise que les régimes pauvres en glucides contiennent moins de 20 % de calories provenant des glucides.
Il n'existe pas de preuves solides que les régimes pauvres en glucides présentent des avantages particuliers pour la santé en dehors de la perte de poids, pour laquelle les régimes pauvres en glucides donnent des résultats similaires à ceux des autres régimes. La perte de poids est principalement déterminée par la restriction calorique et l'observance du régime.
Une forme de régime pauvre en glucides appelée régime cétogène a d'abord été établie en tant que régime médical pour le traitement de l'épilepsie. Ce régime est devenu populaire pour perdre du poids grâce au soutien de célébrités, mais il n'existe aucune preuve d'un quelconque avantage distinctif à cette fin. Le régime comporte également un risque d'effets indésirables, ce qui a conduit la British Dietetic Association à le désigner en 2018 comme l'un des « cinq pires régimes de célébrités à éviter »,.

## Définition

### Proportions de macronutriments
Les proportions de macronutriments dans les régimes pauvres en glucides ne sont pas standardisées,. Leurs définitions contradictoires ont compliqué la recherche sur le sujet,.
La National Lipid Association Nutrition and Lifestyle Task Force définit les régimes à faible teneur en glucides comme ceux contenant moins de 25 % de calories provenant des glucides, et les régimes à très faible teneur en glucides comme ceux contenant moins de 10 % de calories provenant des glucides. Une revue réalisée en 2016 sur les régimes pauvres en glucides a classé ceux contenant moins de 50 g de glucides par jour ou dont moins de 10 % des calories totales proviennent des glucides dans la catégorie « très faible » et ceux dont environ 40 % des calories proviennent de glucides dans la catégorie des régimes « modérément » pauvres en glucides.

### Aliments

Une quantité de 14 cl de vin rouge (basé sur un degré d'alcool de 13°) contient environ 106 calories et 2.51 g de glucides.

Il existe des preuves montrant que la qualité, plutôt que la quantité, des glucides dans un régime alimentaire est importante pour la santé. Les aliments riches en fibres et à digestion lente sont sains, alors que les aliments très raffinés et sucrés le sont moins. Un régime alimentaire choisi pour répondre à des problèmes de santé doit être adapté aux besoins spécifiques de l'individu.

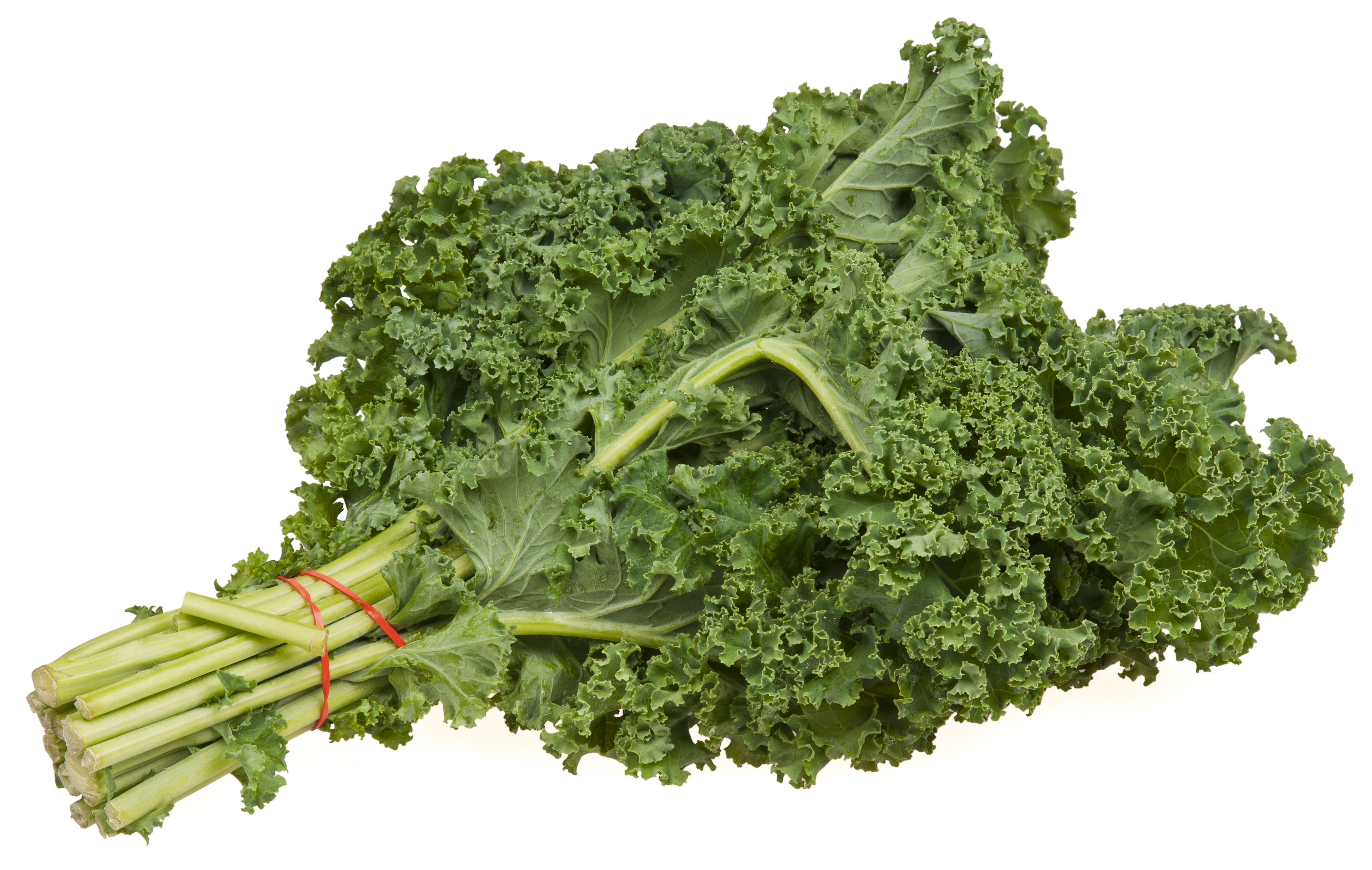
Comme d'autres légumes verts, le chou frisé est un aliment pauvre en glucides.

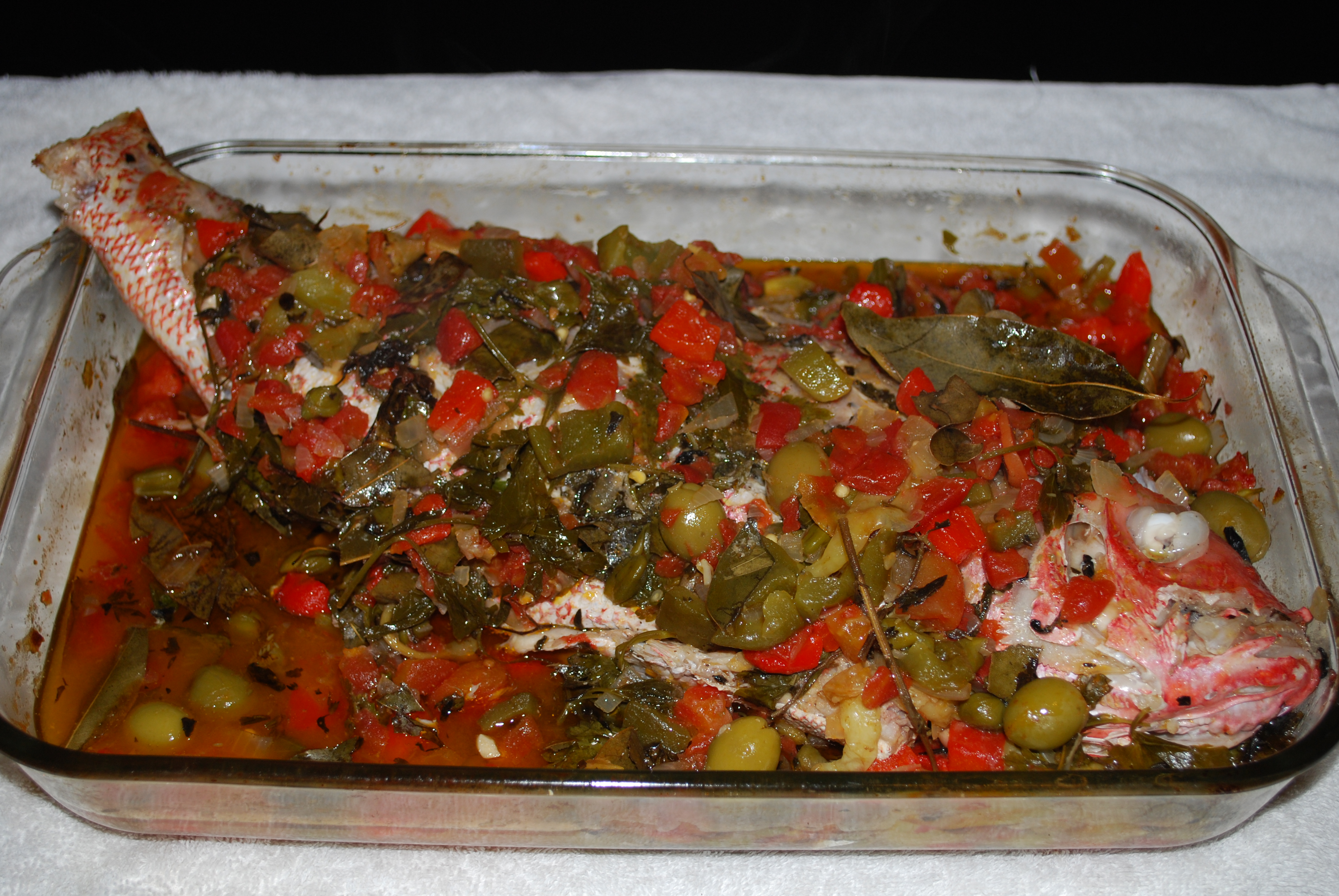
Certains plats mexicains comme le huachinango a la veracruzana sont compatibles avec le régime pauvre en glucides.

La plupart des légumes sont des aliments à teneur faible ou modérée en glucides (dans certains régimes à faible teneur en glucides, les fibres sont exclues parce qu'elles ne constituent pas une source de glucides nutritifs). Certains légumes, comme les pommes de terre, les carottes, le maïs et le riz, sont riches en amidon. La plupart des régimes pauvres en glucides prévoient des légumes tels que les brocolis, les épinards, le chou frisé, la laitue, les concombres, les choux-fleurs, les choux de Bruxelles, les poivrons et la plupart des légumes verts.

## Principe
Ce régime repose sur une consommation de glucides inférieure aux recommandations des diététiciens et guides alimentaires mais ne devrait pas être une restriction calorique : 100 g par jour, soit 12 % des besoins quotidiens en calories, alors que les recommandations sont de 45 % à 65 %. Cette insuffisance en glucides entraîne le corps à puiser dans les réserves pour en tirer du glycogène (une forme de stockage du glucose), puis dans les stocks de graisse pour les transformer en corps cétonique puis en A.T.P. nécessaires au fonctionnement du cerveau. Ce mécanisme produirait des cétones et entraînerait une fatigue les premiers jours. Pour le site Diabète Québec, la perte de poids provient en partie de cette consommation de glycogène, qui entraîne l'élimination de l'eau qu'ils contiennent, mais aussi d'une diminution des apports caloriques.

### Hypothèse glucides-insuline
Les partisans d'un régime pauvre en glucides, notamment Gary Taubes et David Ludwig, ont proposé une « hypothèse glucides-insuline » selon laquelle les glucides feraient uniquement grossir parce qu'ils augmentent les niveaux d'insuline et provoquent une accumulation excessive de graisse,. Cette hypothèse semble aller à l'encontre de la biologie humaine connue, puisqu'il n'existe aucune preuve solide d'une telle association entre les actions de l'insuline, l'accumulation de graisse et l'obésité. L'hypothèse prévoyait qu'un régime pauvre en glucides offrirait un « avantage métabolique » en augmentant la dépense énergétique de 400 à 600 kcal (kilocalories) par jour, permettant de respecter la promesse du régime Atkins : « rester mince pour toujours malgré un régime très calorique ».
Avec le financement de la Fondation Laura et John Arnold, Taubes a cofondé en 2012 la Nutrition Science Initiative (NuSI), avec pour objectif de collecter plus de 200 millions de dollars pour entreprendre un « projet Manhattan pour la nutrition » et valider l'hypothèse,. Les résultats intermédiaires, publiés dans l'American Journal of Clinical Nutrition, n'ont pas fourni de preuves convaincantes d'un quelconque avantage d'un régime pauvre en glucides par rapport à des régimes d'une autre composition. Cette étude a révélé un effet marginal (~100 kcal/j) mais statistiquement significatif du régime cétogène sur l'augmentation de la dépense énergétique sur 24 heures mesurée dans une chambre respiratoire, mais cet effet s'est estompé avec le temps. Finalement, un régime cétogène très hypocalorique (de 5 % de glucides) « n'a pas été associé à une perte significative de masse grasse » par rapport à un régime non spécialisé contenant les mêmes calories ; il n'y a pas eu d'« avantage métabolique » utile,. En 2017, Kevin Hall, un chercheur des National Institutes of Health engagé pour participer au projet, a écrit que l'hypothèse glucides-insuline avait été falsifiée par l'expérience,. Hall a écrit que « l'augmentation de la prévalence de l'obésité peut être principalement due à une consommation accrue de glucides raffinés, mais les mécanismes sont probablement très différents de ceux proposés par le modèle glucides-insuline ».

## Recommandations des autorités sanitaires
L'Académie Nationale de médecine des États-Unis recommande une consommation moyenne de 130 g de glucides par jour. La FAO et l'OMS recommandent également que la majorité de l'énergie alimentaire provienne des glucides,. Les régimes pauvres en glucides ne sont pas une option recommandée dans l'édition 2015-2020 des Dietary Guidelines for Americans (publication du département de l'agriculture des États-Unis), qui préconisent plutôt un régime pauvre en graisses. Le National Health Service au Royaume-Uni recommande que « les glucides constituent la principale source d'énergie de l'organisme dans le cadre d'un régime alimentaire sain et équilibré ».
En France, l'Ansés pointe les carences en fibres qui peuvent résulter d'un régime mal conduit (manque de légumes et trop de protéines) et le risque accru de cancer colorectal.

## Aspects sanitaires

### Adhésion au régime
Les études ont montré à plusieurs reprises qu'à long terme, tous les régimes ayant la même valeur calorique ont les mêmes effets sur la perte de poids, à l'exception d'un facteur de différenciation, à savoir la capacité des personnes à suivre fidèlement leur programme diététique. Une étude comparant des groupes suivant des régimes pauvres en graisses, pauvres en glucides ou méditerranéens a montré qu'au bout de six mois, les personnes suivant le régime pauvre en glucides étaient encore les plus nombreuses à y adhérer, mais que la situation s'inversait par la suite : au bout de deux ans, le groupe pauvre en glucides était celui qui présentait le plus grand nombre de manquements et d'abandons. Cela peut s'expliquer par le choix limité d'aliments dans les régimes à faible teneur en glucides.

### Poids
Les glucides ont été injustement accusés d'être un macronutriment qui fait uniquement grossir. De nombreuses personnes suivant un régime ont donc compromis la qualité nutritive de leur alimentation en éliminant les aliments riches en glucides. Les partisans des régimes pauvres en glucides mettent l'accent sur les recherches qui montrent que les régimes pauvres en glucides peuvent initialement entraîner une perte de poids légèrement supérieure à celle d'un régime équilibré, mais cet avantage ne persiste pas,. À long terme, le maintien du poids est déterminé par l'apport calorique et non par les proportions de macronutriments,.
À court et à moyen terme, les personnes suivant un régime pauvre en glucides peuvent perdre plus de poids que celles suivant un régime pauvre en graisses,. L'Endocrine Society a déclaré que « lorsque l'apport calorique est constant, l'accumulation de graisse corporelle ne semble pas être affectée par des changements, même très prononcés, de la proportion de graisses par rapport aux glucides dans l'alimentation ». Les personnes qui suivent un tel régime perdent un peu plus de poids au début, soit environ 100 kcal par jour, mais cet effet s'estompe avec le temps et finit par être non significatif. Une revue Cochrane datant de 2022 s'est penchée sur des périodes plus longues, de deux ans, et n'a trouvé aucun avantage à suivre un régime pauvre en glucides par rapport à des régimes équilibrés.
La plupart des recherches comparant les régimes pauvres en graisses et les régimes pauvres en glucides sont de mauvaise qualité et les études rapportant des effets importants ont bénéficié d'une attention disproportionnée par rapport à celles qui étaient méthodologiquement solides. Une revue de 2018 indique que « les méta-analyses de meilleure qualité ont rapporté peu ou pas de différence dans la perte de poids entre les deux régimes ». Les méta-analyses de faible qualité ont eu tendance à rendre compte favorablement de l'effet des régimes pauvres en glucides : une revue systématique a rapporté que 8 méta-analyses sur 10 ont évalué si les résultats de la perte de poids pouvaient avoir été affectés par un biais de publication, et 7 d'entre elles ont conclu positivement. Une revue de 2017 a conclu que divers régimes, y compris les régimes pauvres en glucides, permettent d'obtenir des résultats similaires en matière de perte de poids, qui sont principalement déterminés par la restriction calorique et l'observance du régime plutôt que par le type de régime.
Certains pays comme la Suède constatent, dans le cadre de la lutte contre l'obésité, une baisse de poids rapide dans les premiers mois comme pour tous types de régime, mais signale dans le cas précis des régimes à faible teneur glycémique, l'absence de base permettant de lutter contre la reprise de poids grâce à des conseils adaptés à l'arrêt du régime.

### Santé cardiovasculaire
Il a été constaté qu'un régime pauvre en glucides pendant moins de deux ans n'aggravait pas les marqueurs de santé cardiovasculaire,,. En revanche, le suivi d'un tel régime pendant de nombreuses années est corrélé à un risque plus élevé de mourir d'une maladie cardiaque. À long terme, les régimes pauvres en glucides ont des effets néfastes sur les paramètres lipidiques, comme l'augmentation du cholestérol total et du cholestérol LDL. Ce phénomène s'explique par le fait que la plupart des personnes qui suivent des régimes pauvres en glucides consomment davantage d'aliments d'origine animale et moins de fruits et de légumes riches en fibres et en micronutriments.
L'American College of Cardiology recommande aux patients qui souhaitent suivre un régime à très faible teneur en glucides d'en discuter avec leur médecin. Les personnes qui suivent ce régime doivent être informées qu'il peut aggraver les taux de C-LDL et la santé cardiovasculaire à long terme. Il est par ailleurs recommandé aux personnes atteintes d'athérosclérose d'éviter les régimes pauvres en glucides.

### Diabète
Les preuves de l'efficacité des régimes pauvres en glucides pour les personnes atteintes de diabète de type 1 sont limitées. Pour certaines personnes, il est parfois possible de suivre un régime pauvre en glucides, associé à une gestion rigoureuse des doses d'insuline. Cependant, ce régime peut être difficile à maintenir et avoir des effets néfastes sur la santé. En général, un plan d'alimentation personnalisé est conseillé aux personnes atteintes de diabète de type 1.
La proportion de glucides dans l'alimentation n'est pas liée au risque de diabète de type 2, bien qu'il existe des preuves que les régimes contenant certains aliments riches en glucides, comme les boissons sucrées ou le riz blanc, sont associés à un risque accru. Certaines données indiquent que la réduction de la consommation d'aliments riches en glucides peut réduire les biomarqueurs du diabète de type 2,.
Dans un rapport de 2019 sur le consensus concernant la thérapie nutritionnelle pour les adultes atteints de diabète et de prédiabète, l'American Diabetes Association (ADA) déclare qu'au sein d'un groupe de régimes qu'elle recommande, « la réduction de l'apport global en glucides pour les personnes atteintes de diabète a démontré le plus de preuves d'amélioration de la glycémie (taux de sucre dans le sang) et peut être appliquée à différents régimes alimentaires qui répondent aux besoins et aux préférences de chacun ». Cependant, une autre source indique qu'il n'existe pas de preuves solides que les régimes pauvres en glucides sont meilleurs qu'une alimentation saine conventionnelle dans lequel les glucides représentent généralement plus de 40 % des calories consommées. Les régimes pauvres en glucides n'ont aucun effet sur la fonction rénale des personnes atteintes de diabète de type 2.
Limiter la consommation de glucides permet généralement de mieux contrôler la glycémie, sans perte de poids à long terme. Les régimes pauvres en glucides peuvent aider les personnes atteintes de diabète de type 2 à perdre du poids, mais « aucune approche n'a prouvé sa supériorité de façon constante ». Selon l'ADA, les personnes atteintes de diabète devraient « développer des habitudes alimentaires saines plutôt que de se concentrer uniquement sur des macronutriments, des micronutriments ou des aliments particuliers ». Elle recommande que les glucides présents dans le régime proviennent des légumes, légumineuses, fruits, produits laitiers (lait et yaourt) et céréales complètes, et que les aliments hautement raffinés et les boissons sucrées soient évités. Pour les personnes atteintes de diabète de type 2 qui ne peuvent pas atteindre les objectifs glycémiques ou pour lesquelles la réduction des médicaments anti-glycémiques est une priorité, l'ADA indique que les régimes à faible ou très faible teneur en glucides constituent une approche viable.
Une revue parapluie de 2021 a montré que les régimes pauvres en glucides ne sont pas plus efficaces pour la perte de poids que les régimes plus riches en glucides ou pauvres en graisses chez les patients diabétiques.
En cas de diabète, ce régime ne peut être entrepris que sous contrôle médical.

### Sport
Il a été constaté qu'un régime pauvre en glucides réduisait la capacité d'endurance lors d'exercices intenses et que le glycogène musculaire appauvri à la suite de tels efforts ne se reconstitue que lentement,. Un apport insuffisant en glucides pendant l'entraînement sportif provoque une acidose métabolique, qui pourrait être à l'origine de l'altération des performances observée.

### Risques
Un régime pauvre en glucides entraîne une métabolisation importante des acides gras utilisés par le foie pour produire des corps cétoniques, qui fournissent de l'énergie à des organes importants tels que le cerveau, le cœur et les reins, un trouble appelé la cétose. La cétose peut également être causée par d'autres facteurs, tels que l'alcoolisme ou le diabète. Une accumulation excessive de corps cétoniques se produit lorsque leur production est supérieure à leur consommation, ce qui peut mener à une acidocétose, un trouble potentiellement mortel. Dans de rares cas, un régime cétogène pauvre en glucides peut également provoquer une acidocétose, en particulier chez les patients présentant des comorbidités. Des cas peu fréquents d'acidocétose ont été rapportés chez des personnes suivant des régimes pauvres en glucides, tels que les régimes Atkins et South Beach. Cela suggère que l'acidocétose devrait être considérée comme un risque potentiel des régimes pauvres en glucides.
Les régimes riches en protéines et en graisses d'origine animale, qu'ils soient riches ou pauvres en glucides, peuvent être associés à une augmentation de la mortalité. À l'inverse, les protéines et les graisses d'origine végétale peuvent entraîner une diminution de la mortalité. Une étude japonaise de 2021 a examiné les effets à long terme d'une alimentation pauvre en glucides. L'étude a porté sur 90 171 participants, avec une durée médiane de suivi de 17 ans. Elle a révélé qu'une forte adhésion à ce type d'alimentation était associée à une augmentation du risque global de cancer. En examinant la composition des régimes alimentaires, les auteurs ont constaté que ce risque était plus élevé en cas de consommation d'aliments d'origine animale, mais qu'il était atténué en cas de consommation de matières grasses d'origine végétale.
D'après une revue systématique de 2018, la recherche n'avait alors pas accordé suffisamment d'attention aux effets indésirables des régimes à teneur limitée en glucides, notamment en ce qui concerne les carences en micronutriments, la santé osseuse et le risque de cancer. Une méta-analyse de faible qualité a signalé que les effets indésirables pouvaient inclure « constipation, maux de tête, halitose, crampes musculaires et faiblesse générale ». Certaines observations suscitent des inquiétudes quant à d'autres risques potentiels liés aux régimes pauvres en glucides, notamment le coma hyperosmolaire, l'encéphalopathie de Wernicke, la neuropathie optique due à une carence en thiamine, le syndrome coronarien aigu et les troubles de l'anxiété.
Une restriction importante de la proportion de glucides dans l'alimentation risque de provoquer une malnutrition, et il peut être difficile dans ces conditions de consommer suffisamment de fibres alimentaires pour rester en bonne santé.
Selon les données de 2014, il semble que le type de glucides consommés joue un rôle important dans le risque de décès des personnes atteintes d'une maladie cardiovasculaire ; les régimes relativement riches en fibres et en céréales complètes entraînent une réduction du risque de décès par maladie cardiovasculaire, par rapport aux régimes riches en céréales raffinées.

## Historique

### Origines
En 1797, John Rollo (en), un chirurgien militaire écossais, publie les résultats du traitement de deux officiers de l'armée diabétiques par un régime pauvre en glucides et des médicaments. Les régimes à très faible teneur en glucides constituaient le traitement standard du diabète tout au long du dix-neuvième siècle,.
En 1825, Jean Brillat-Savarin fait la promotion d'un régime pauvre en glucides dans son ouvrage intitulé « Physiologie du goût ».
En 1863, William Banting, un ancien croque-mort et fabricant de cercueils anglais souffrant d'obésité, publie une « Lettre sur la corpulence adressée au public », dans laquelle il décrit un régime amaigrissant dans lequel il renonce au pain, au beurre, au lait, au sucre, à la bière et aux pommes de terre. Sa brochure a été largement lue, à tel point que le terme « Banting » est parfois utilisé en anglais, et des variantes telles que « Bantar » en Suédois, pour désigner le fait de faire un régime.
James Lomax Bardsley (en), Apollinaire Bouchardat et Frederick William Pavy (en) figurent parmi les médecins de la fin du XIXe siècle qui préconisaient un régime pauvre en glucides et comprenant de grandes quantités de graisses et de protéines animales pour traiter le diabète,. Arnaldo Cantani (en) isolait ses patients diabétiques dans des pièces fermées et leur prescrivait un régime exclusivement animal,.
Au début des années 1900, le médecin américain Frederick Madison Allen met au point un régime à court terme très restrictif, décrit par Walter R. Steiner lors de la convention annuelle de 1916 de la Connecticut State Medical Society (en) sous le nom de The Starvation Treatment of Diabetes Mellitus (« traitement du diabète sucré par la privation de nourriture »):176–177,,. Ce régime était souvent administré en milieu hospitalier afin de mieux garantir l'observance et la sécurité:179.

### Régimes plus récents
Le régime « Air Force », le régime « Martinis & Whipped Cream » et le régime « Drinking Man », sont d'autres régimes à faible teneur en glucides des années 1960. En 1972, le nutritioniste Robert Atkins publie le livre Dr. Atkins' Diet Revolution, qui préconise le régime pauvre en glucides qu'il avait utilisé pour traiter des personnes dans les années 1960. Malgré son succès d'édition, le livre a été largement critiqué par la communauté médicale, qui l'a jugé dangereux et trompeur, limitant ainsi son attrait à l'époque.
En 1981, David Jenkins développe le concept d'indice glycémique pour prendre en compte les différentes vitesses de digestion selon les types de glucides. Ce concept classe les aliments en fonction de la rapidité de leur effet sur la glycémie : les glucides simples à digestion rapide entraînent une augmentation plus brutale, tandis que les glucides complexes, tels que les céréales complètes, entraînent une augmentation plus lente. Les recherches de Jenkins ont établi les bases scientifiques des futurs régimes à faible teneur en glucides.
En 1992, Atkins met à jour son livre de 1972, Dr. Atkins' New Diet Revolution, et d'autres médecins commencent à publier des ouvrages basés sur les mêmes principes. Entre la fin des années 1990 et le début des années 2000, les régimes à faible teneur en glucides deviennent l'un des régimes les plus populaires aux États-Unis. Selon certaines sources, jusqu'à 18 % de la population suivait un type de régime à faible teneur en glucides à son apogée. Les fabricants de produits alimentaires et les chaînes de restaurants ont pris cette tendance en considération, car elle avait des répercussions sur leurs activités. Une partie de la communauté médicale, comme l'American Heart Association (AHA) en 2001, a dénoncé les régimes pauvres en glucides, comme étant hyperprotéinés et dangereux pour la santé. L'American Kidney Fund a dénoncé en 2002 les régimes hyperprotéinés.

#### Régime cétogène
À l'origine, la diète cétogène est un régime riche en graisses et pauvre en glucides mis au point dans les années 1920 et utilisé pour traiter l'épilepsie infantile pharmacorésistante,. La plupart des spécialistes prescrivent à ces enfants un régime dont 80 % du poids est constitué de graisses (90 % des calories), ainsi que des vitamines et des minéraux sans glucides afin d'éviter les carences. Bien que ce régime extrême sauve des vies par rapport à l'alternative, ce n'est pas un régime inoffensif. Les enfants qui suivent ce régime sont exposés à des risques de fracture, de retard de croissance, de calculs rénaux, d'hypercholestérolémie et de carence en micronutriments (en),.
Le régime populaire qui a adopté le même nom est également un régime riche en matières grasses et pauvre en glucides, mais avec une teneur en matières grasses plus faible. Dans une version typique de ce régime cétogène pour adultes, les graisses représentent environ 50 % du poids des aliments pour 70 % des calories. Les partisans de ce régime affirment qu'il provoque une perte de poids, car selon eux, si le corps est privé de glucose provenant des aliments glucidiques, il produira de l'énergie à partir des réserves de graisses.
Il existe différentes approches du régime cétogène. L'approche de base (KD) implique généralement moins de 50 grammes de glucides par jour (en supposant un apport total de 2 000 calories). Le régime cétogène à très basses calories (VLCKD) est identique au KD, mais limitant l'apport à un maximum 800 calories par jour. Le régime cétogène pauvre en glucides et riche en graisses (K-LCHF) est identique au régime KD, avec une contrainte supplémentaire : 60 à 80 % des calories doivent provenir des graisses. Enfin, le régime Atkins modifié (MAD) implique moins de glucides que le K-LCHF (moins de 10 grammes par jour), et encourage la consommation d'aliments riches en graisses sans spécifier de quantité requise.
Un régime cétogène à très basses calories (VLKCD) est un moyen efficace de perdre du poids chez les personnes en surpoids ou obèses. Il permet de perdre en moyenne 10 kg en quatre semaines et de maintenir la perte de poids pendant deux ans. Cependant, des inquiétudes concernant une augmentation des niveaux de sodium ont conduit les chercheurs à proposer que le régime ne soit utilisé que chez certaines personnes et sous surveillance médicale stricte.
En 2021, l'American Heart Association a publié une déclaration scientifique à propos des régimes alimentaires visant à améliorer la santé cardiovasculaire, dans laquelle elle note que « les preuves que les régimes populaires ou à la mode, tels que le régime cétogène et le jeûne intermittent, favorisent la santé cardiovasculaire sont insuffisantes ».